# Журавлина болотяна
Журавли́на боло́тяна (Vaccinium oxycoccos, Oxycoccus palustris Pers.; Oxycoccus quadripetalus Gilib.) — вічнозелена рослина роду Vaccinium родини вересові (Ericaceae). Це сланкий кущик з тонкими пагонами 15–60(100 см) завдовжки; медонос; із їстівними ягодами. Релікт льодовикового періоду. Поширений у Євразії й Північній Америці. 
Місцеві назви — журавлина, журавлика, жаровиця. 

## Систематика
Систематика вересових є складною і багато разів переглядалася. Деякими дослідниками, у тому числі і радянськими, з родини вересові (Ericaceae) виділялася родина Брусничні (Vacciniaceae), до якої відносили рід Vaccinium. З цього ж роду виділявся в окремий рід журавлина (Oxycoccus), до якого відносили вид журавлина болотяна.

## Етимологія
Іншими мовами: рос. клю́ква, журавина, журавика, біл. журавіна, пол. żurawina, чеськ. žoravina, žeravina, словац. žóravin, в.-луж. žorawa. Назва виникла, мабуть, унаслідок скорочення словосполуки журавлина ягода; ця рослина росте на болотах, де водяться журавлі.

## Опис рослини

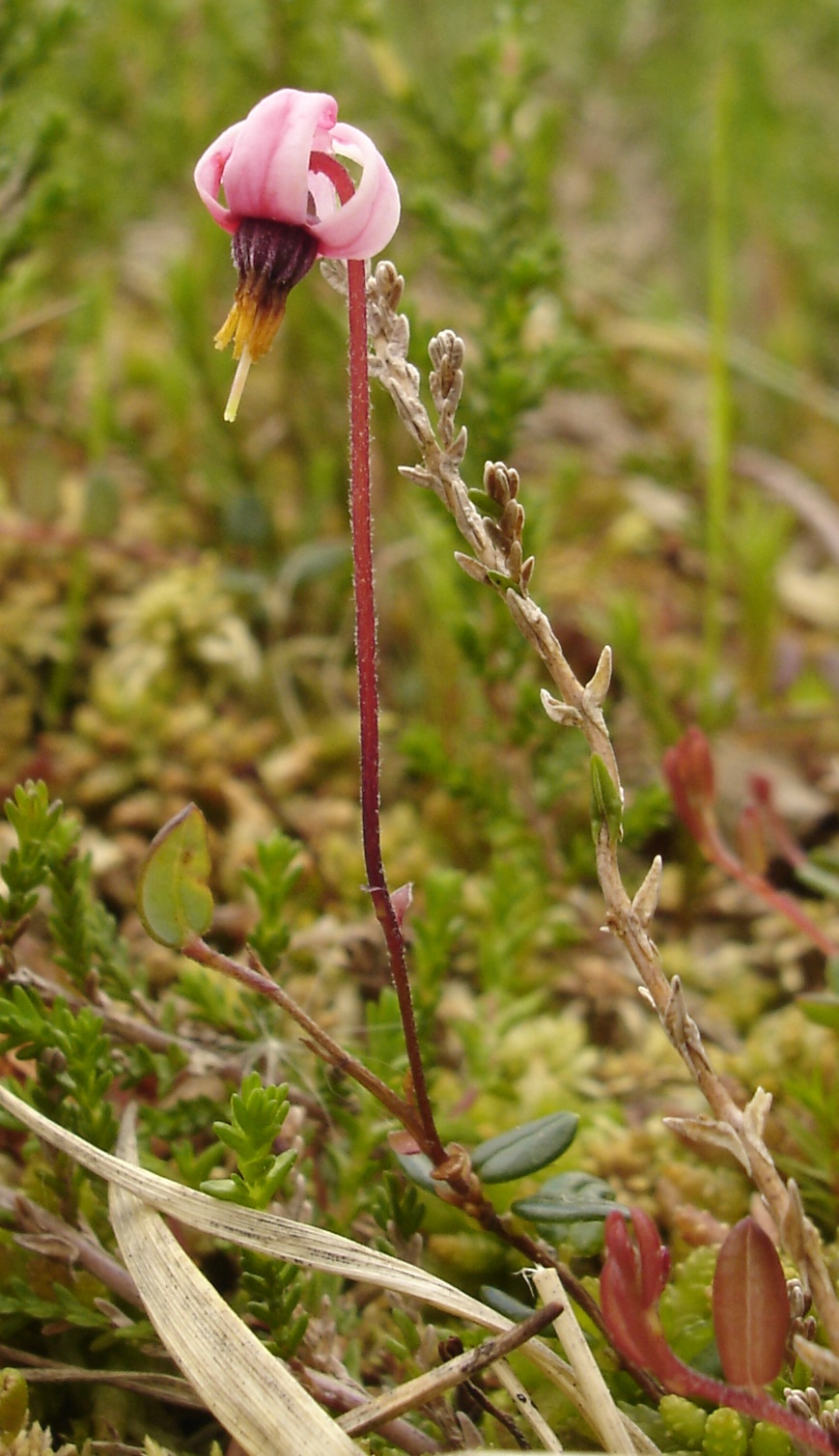
Квітка журавлини болотяної

Вічнозелений слаборозгалужений сланкий чагарничок родини брусничних (15 — 30 см заввишки). Пагони тонкі, темно-бурі з висхідними квітконосними гілочками. Молоді гілочки опушені. Листки (5-16 мм завдовжки, 2-6 мм завширшки) чергові, яйцеподібні або довгасті, гоструваті, шкірясті, короткочерешкові, пластинка зверху блискуча, темно-зелена з загорнутими вниз цілісними краями, зісподу світло-зелена, майже біла від воскового нальоту.
Квітки по одній-чотири, пониклі, розміщені на кінцях торішніх пагонів. Квітконіжки довгі, опушені з двома загостреними приквітками. Чашечка з чотирма округлими, війчастими по краю чашолистками, спочатку зелена, пізніше червона. Віночок (5-7 мм завдовжки, 1,5-2- мм завширшки) колесоподібний, з рожево-червоними загнутими зовні довгасто-ланцетними частками. Тичинок вісім, а короткими розширеними густоволосистими нитками, маточка одна, зав'язь нижня.
Плід — темно-червона соковита ягода (8-18 мм у діаметрі). Ягоди варіюють за формою від кулястих до грушоподібних, багатонасінні, зимуючі. Насіння (1-2 мм завдовжки) яйцеподібно-видовжене, на верхівці серпоподібне з крупносітчастою шкіркою.

## Поширення
Зустрічається в північній і центральній Європі, північній Азії та Північній Америці.
Росте журавлина у заболочених соснових і мішаних лісах, на оліготрофних і мезотрофних болотах. Світлолюбна рослина. Віддає перевагу вологим та холодним місцевостям. Цвіте у травні — червні, плоди достигають у вересні.
Поширена в західному правобережному Поліссі, північно-східній частині лівобережного Лісостепу, зрідка в Карпатах і Прикарпатті. Заготівля можлива у Волинській, Рівненській, Житомирській, Чернігівській областях і в Карпатах.

## Близький вид
За морфологічними ознаками до журавлини болотяної близька журавлина дрібноплода (O. microcarpa Turez.). Відрізняється від попереднього виду дрібними (2-3 мм завдовжки) загостреними листками та дрібними ягодами (4-6 мм у діаметрі) зрідка росте разом із журавлиною болотяною. Потребує охорони.

## Практичне використання
Харчова, вітамінозна, лікарська рослина.

### У харчуванні
Ягоди вживають у їжу як свіжими, так і переробленими у вигляді соків, сиропів, екстракту, лікерів, наливок, вин, варення, желе, мармеладу, начинок, виробів типу «журавлина в цукрі». Пектинові речовини, що містяться в ягодах, мають прекрасні властивості утворювати желе і надавати кондитерським виробам з неї високої якості.
Ягоди журавлини містять цукри (3-4 %), лимонну, хінну, бензойну кислоти (3,25 %), азотисті речовини, мінеральні солі, йод, дубильні й фарбувальні речовини; вітамін С (10-32 мг %).
Із свіжих ягід можна приготувати журавлиновий мус, що має ніжний і тонкий смак.
Ягоди журавлини можна квасити у банках та діжках. Залиті розчином солі та цукру ягоди витримують протягом тижня при кімнатній температурі поки не перебродять. Потім закривають і зберігають у холодному місці. Журавлину також додають до квашеної капусти.

### У медицині
Ягоди журавлини містять також урсолову кислоту, яку останнім часом добувають з відходів після приготування екстракту. У відходах вміст цієї кислоти досягає 6 %. Урсолова кислота має гормоноподібну дію і пропонується для лікування хвороби Аддісона, крім того, вона сприяє розширенню коронарних судин серця.
Ягоди вкриті восковим нальотом, який запобігає їхньому загниванню, а завдяки бензойній кислоті вони можуть зберігатися тривалий період (близько 10 місяців) у свіжому вигляді.
Відходи виробництва екстракту, соків, вин із журавлини використовуються для одержання високоякісного
пектину та барвників.
Завдяки вмісту вітаміну С ягоди журавлини є прекрасним антицинготним засобом.
У народній медицині ягоди журавлини застосовують при гіпертонії та при зниженій кислотності шлункового соку. Сік і екстракт з ягід п'ють як протигарячковий і вітамінний засіб. Листки використовують при задусі, ягоди і листки — при анемії та порушенні обміну речовин.

## Збирання, переробка та зберігання

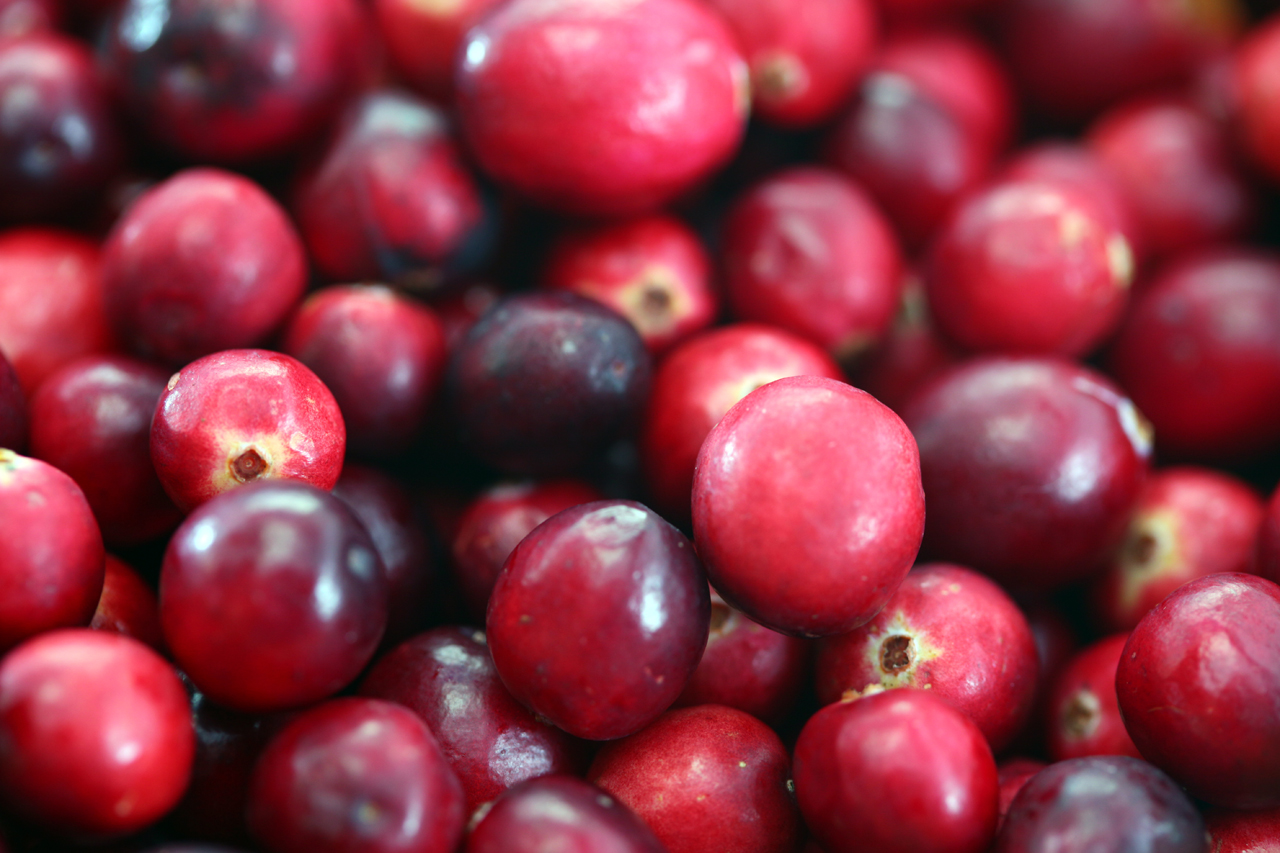
Ягоди журавлини

Збирають ягоди з настанням перших приморозків і до утворення снігового покриву, а поновлюють збір після танення снігу. Збирають ягоди вручну або за допомогою гребінців. При обох способах ягоди треба збирати обережно, не пошкоджуючи їх, бо деформовані швидко псуються.
Зібрані ягоди сортують і очищають від домішок, обережно складають у плетені кошики місткістю 35-60 кг. Кошики не досипають до країв на 5 см, ягоди прикривають чистою мішковиною і перевозять до місць переробки. Зберігають свіжі ягоди при температурі близько 0°, при відсутності холодного приміщення ягоди пересипають у діжки і заливають водою, якість ягід при цьому майже не змінюється.
Площі журавлинників в Україні становлять близько 30 тис. га, тільки за останні 10 років вона скоротились на 7 тис. га в зв'язку з інтенсивною меліорацією західного Полісся. Збереження журавлини можливе тільки при посиленні охорони масивів, що лишилися, і створенні культурних плантацій.
Перші спроби створення штучних плантацій журавлини проведено з ініціативи В. Ф. Буткуса інститутом ботаніки АН Литви (1966 р.).
Для розведення журавлини використовують вироблені торфовища, створюючи певну систему водопостачання. Висаджують кореневі паростки або стеблові живці. На штучних плантаціях на третій рік журавлина плодоносить. Плантації довговічні, можуть існувати до 80 років і давати урожай до 4-6 т/га. Собівартість ягід, вирощених на плантації, в 8-10 разів нижча від вартості ягід, що купуються в населення. Тому вирощування журавлини є не тільки доцільним і прибутковим, але й дозволяє вирішити проблему рекультивації пустищ, а також відновлення земель, залишених після торфорозробок.
Наприкінці 70-х років XX ст. дослідні ділянки з вирощування журавлини болотяної були створені в Чувашії, в Центральному ботанічному саду Сибірського відділення АН Росії, Нігулаському заповіднику (Естонія), Волзькому лісництві Нижньогородської області, Камінь-Каширському лісгоспзазі Волинської області, Латвії, Головному Ботанічному саду АН Росії.
Перспективні для вирощування в умовах Полісся і північноамериканські сорти журавлини з крупними плодами.

## Галерея

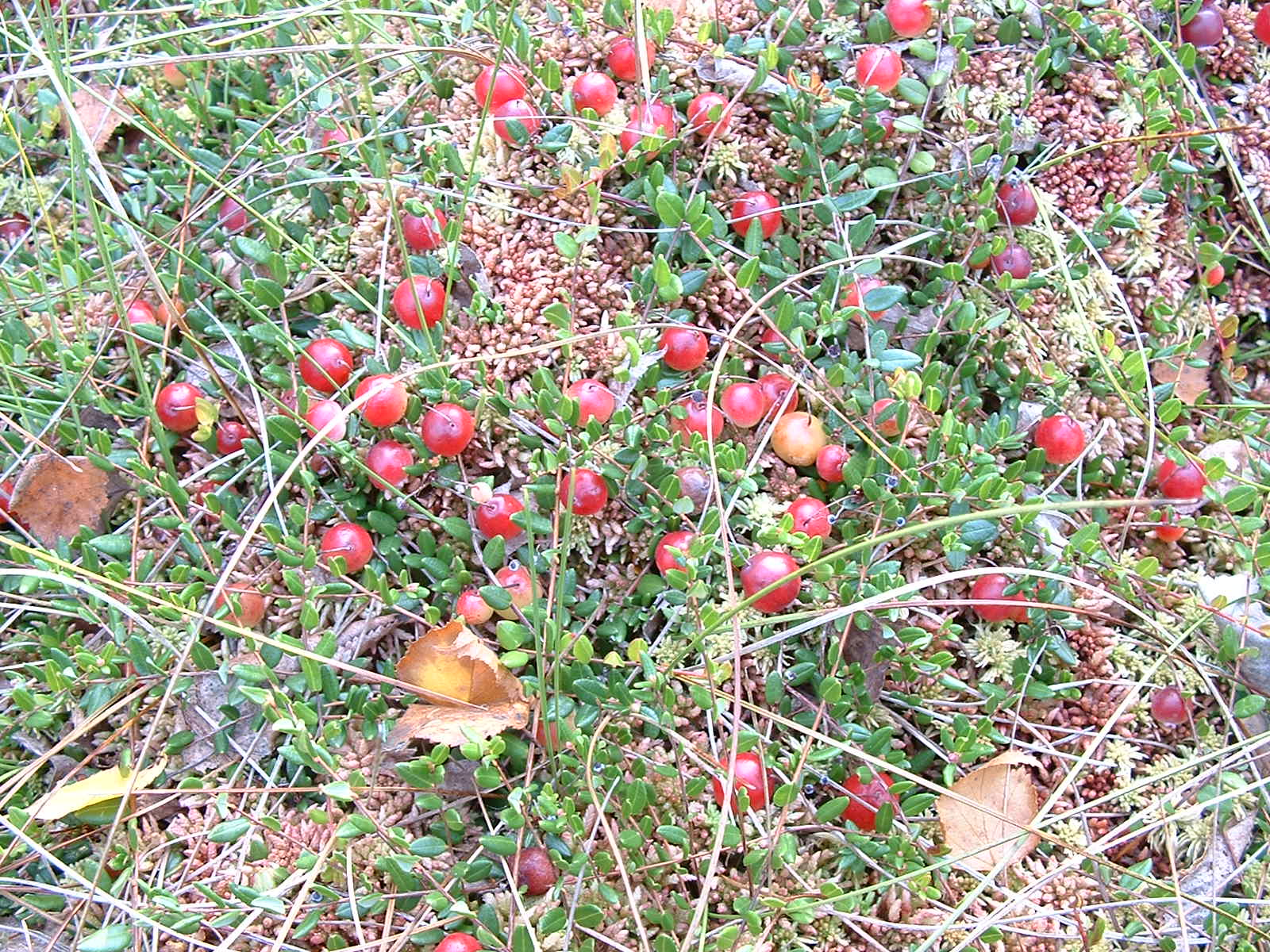
Зарості
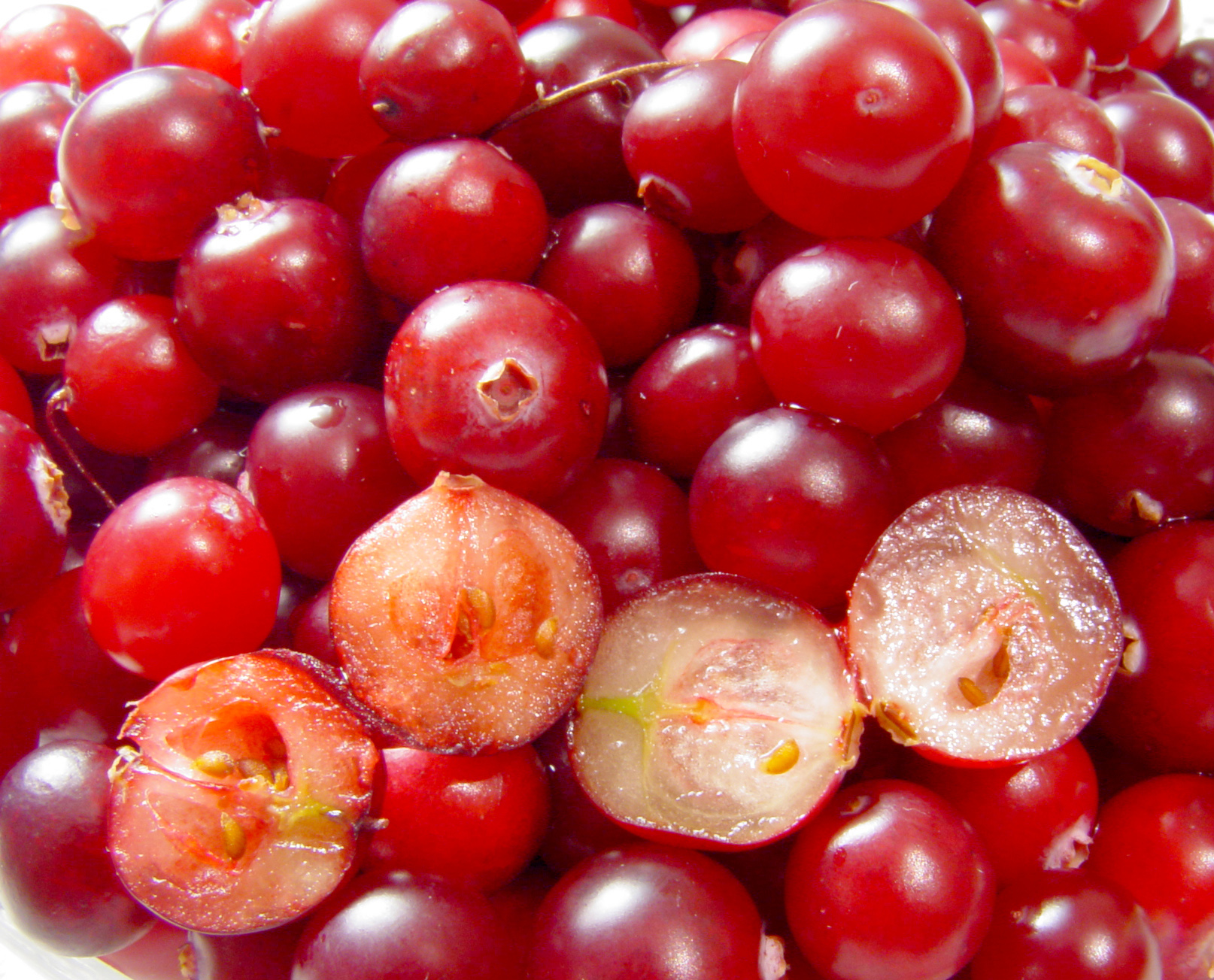
Плоди
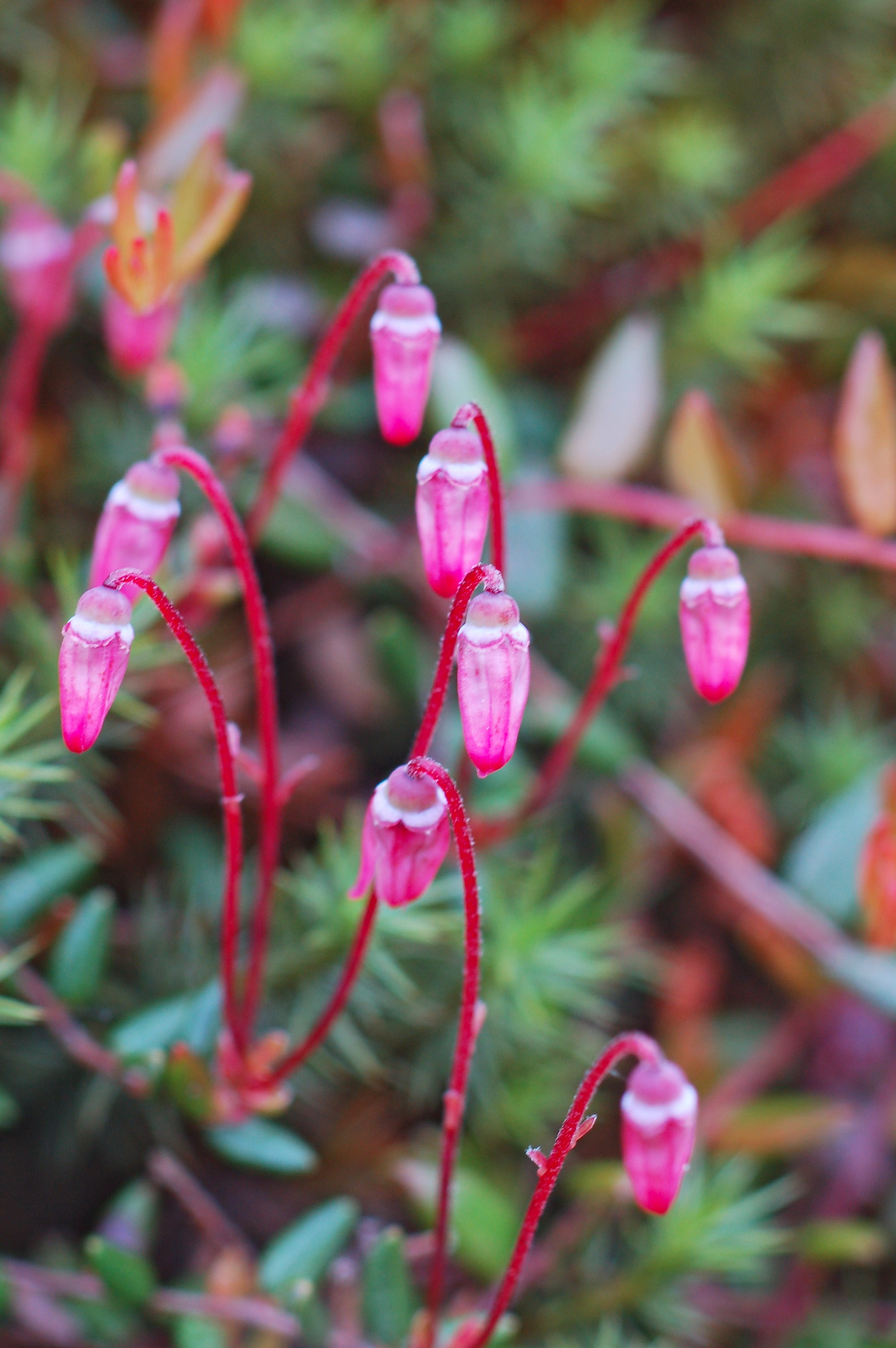
Нерозкриті квіти
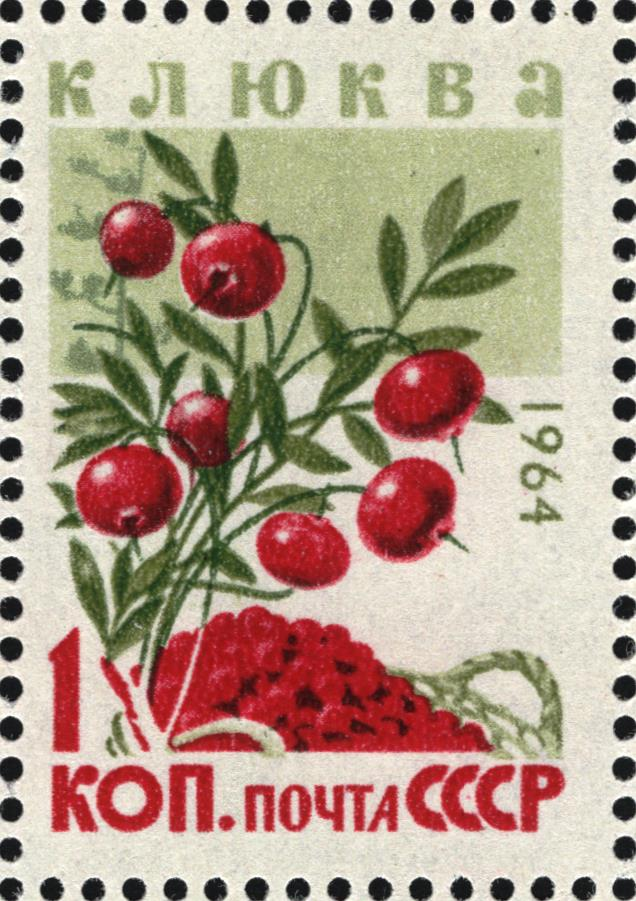
На марках СРСР